# Metandrocarpa taylori
Metandrocarpa taylori är en sjöpungsart som beskrevs av Huntsman 1912. Metandrocarpa taylori ingår i släktet Metandrocarpa och familjen Styelidae. Inga underarter finns listade i Catalogue of Life.